# Список часовых башен Северной Македонии

Часовые башни Северной Македонии были построены во время существования Османской империи, самая ранняя из них датируется XVI веком. Специалистами по архитектуре и историками башни делятся на четыре типа: сохранившиеся оригинальные часовые башни (Скопье, Битола, Охрид, Прилеп, Гостивар, Свети-Никола); бывшие сторожевые башни, переделанные в часовые (Велес, Штип, Кратово и Кочани); разрушенные башни (Дойран, Неготино, Тетово, Кичево, Крива-Паланка, Ресен, Струга, Куманово и Дебар) и колокольни (Скопье, Крушево и Берово).

## Список
| Фотография | Местонахождение | Годы строительства     | Сохранилась или нет | Текущий статус                                                   |
| ---------- | --------------- | ---------------------- | ------------------- | ---------------------------------------------------------------- |
|            | Скопье          | 1566—1572              | Да                  | Памятник культуры                                                |
|            | Битола          | XVI век (или 1830 год) | Да                  | Действующая часовая башня                                        |
|            | Охрид           | 1726                   | Да                  | Действующая часовая башня, памятник культуры                     |
|            | Прилеп          | 1825—1826              | Да                  | Действующая часовая башня, памятник культуры                     |
|            | Гостивар        | 1566                   | Да                  | Действующая часовая башня, памятник культуры                     |
|            | Свети-Никола    | XIX век                | Да                  | Действующая часовая башня                                        |
|            | Велес           | XVII—XVIII века        | Да                  | Действующая часовая башня                                        |
|            | Штип            | XVII век               | Да                  | Действующая часовая башня, памятник культуры                     |
|            | Кратово         | XVI—XVII век           | Да                  | Действующая часовая башня, памятник культуры                     |
|            | Кочани          |                        | Да                  | Памятник культуры                                                |
|            | Дойран          | 1372                   | Нет                 | Разрушена перед Первой мировой войной                            |
|            | Неготино        | 1810                   | Нет                 | Разрушена во время Первой Балканской войны                       |
|            | Тетово          | 1608                   | Нет                 | Разрушена в 1930-е годы, в 2006 году сорвался проект реставрации |
|            | Кичево          | 1741                   | Нет                 | Разрушена в 1948 году                                            |
|            | Крива-Паланка   | XVIII—XIX век          | Нет                 | Разрушена в 1958 году                                            |
|            | Радовиш         | Неизвестно             | Нет                 | Разрушена в 1954 году                                            |
|            | Ресен           | Неизвестно             | Нет                 | Разрушена в 1954 году                                            |
|            | Струга          | Неизвестно             | Нет                 | Разрушена                                                        |
|            | Куманово        | 1520-е — 1530-е годы   | Нет                 | Разрушена во время Второй мировой войны                          |
|            | Дебар           | Неизвестно             | Нет                 | Разрушена во время Второй мировой войны                          |
|            | Крушево         | 1832                   | Да                  | Колокольня в храме Николая Чудотворца                            |
|            | Скопье          | XIX—XX века            | Да                  | Колокольня в храме Димитрия Солунского                           |
|            | Берово          | 1912                   | Да                  | Колокольня в храме Рождества Пресвятой Богородицы                |